# Стишов, Сергей Михайлович
Сергей Михайлович Стишов (род. 12 декабря 1937, Москва) — советский и российский физик-экспериментатор. Академик РАН (с 2008 года). Заведующий кафедрой физики конденсированного состояния вещества в экстремальных условиях в МФТИ. Директор ИФВД РАН (1993—2016).
Специалист в области физики фазовых переходов, физики высоких давлений и техники эксперимента. Имеет около 2000 цитирований своих работ. Индекс Хирша — 21.

## Биография
Сын Михаила Ивановича Стишова (1902—1993) — профессора МГУ.
В 1955 году поступил на геологический факультет МГУ. Уже в университете начал заниматься наукой. После окончания факультета поступил в аспирантуру МГУ. В 1962 году защитил кандидатскую диссертацию, после чего был устроен на работу в Институт кристаллографии. С 1993 года занимает должность директора Института физики высоких давлений РАН.
В 1990 году избран членом-корреспондентом АН СССР, академик РАН c 2008 года. Член Бюро ОФН РАН.

## Научные достижения
В 1961 году, будучи аспирантом, получил и исследовал новую модификацию кремнезёма, которая вскоре была обнаружена в Аризонском метеоритном кратере и названа в его честь стишовитом.
В Институте кристаллографии в начале 1960-х годов выполнил цикл работ по исследованию открытых им с коллегами температурных максимумов на кривых плавления некоторых веществ. В конце 1960-х — начале 1970-х годов экспериментально установил универсальный закон изменения термодинамических величин при плавлении аргона и щелочных металлов. Это открытие имело фундаментальное значение для определения физики процессов кристаллизации-плавления на атомном масштабе. В последующем занимался изучением уравнений состояния жидких и твёрдых щелочных металлов. Это является сложной экспериментальной задачей, что обусловлено высокой реакционной способностью таких веществ. Группе С. М. Стишова удалось установить уравнения состояния всех щелочных металлов при давлениях до 20 кбар.
Вместе со своими сотрудниками впервые экспериментально исследовал термодинамику нематического фазового перехода при высоких давлениях. В процессе этих работ открыл новый тип поликритической точки на линии перехода между двумя смектиками. Провёл серию прецизионных исследований трикритических явлений в сегнетоэлектриках.
С. М. Стишов инициировал в СССР исследования вещества при давлениях порядка нескольких мегабар. Были развиты оптические, рентгеновский и (совместно с Институтом атомной энергии) нейтронные методы исследования вещества в таких экстремальных условиях. Обнаружил эффект химического вырождения при сверхвысоких давлениях.
В 1987 году предложил новую шкалу давлений в мегабарном диапазоне. Она основывается на исследованных им уравнениях состояния дейтерия при 300 кбар, а также на изучении уравнений состояния и рамановского рассеяния в алмазе, кубическом нитриде бора и политипах карбида кремния.
В конце XX — начале XXI веков занимался пионерскими исследованиями изотопических квантовых эффектов в сжатом веществе. Доказал, что решающую роль для степени «квантовости» вещества играет межчастичное взаимодействие. Занимался исследованиями в области квантовых фазовых переходов в системах с сильной электронной корреляцией.

## Общественная позиция
В декабре 2017 года стал инициатором публикации открытого письма российских учёных, критикующего высказывания директора ФСБ А. В. Бортникова в его интервью «Российской газете», приуроченном ко Дню работника органов безопасности и 100-летию ВЧК. «Впервые после XX съезда КПСС одно из высших должностных лиц нашего государства оправдывает массовые репрессии 1930 — 40-х годов <…> мы решительно протестуем против ревизии представлений о бесчеловечной и антинародной сущности репрессий» — говорилось в письме.
В феврале 2022 года подписал открытое письмо российских учёных и научных журналистов с осуждением вторжения России на Украину и призывом вывести российские войска с украинской территории.

## Награды
- Золотая медаль имени П. Бриджмена[нем.] (2005) за исследования в области физики высоких давлений[6]
- Золотая медаль имени П. Л. Капицы РАН (2014)[7]